# Dugoino
Dugoino, Duga o Dugo (in croato: Dugo) è un isolotto della Croazia, situato in mare aperto a sud-ovest di Sebenico, che fa parte dell'arcipelago omonimo. Amministrativamente appartiene al comune di Sebenico, nella regione di Sebenico e Tenin.

## Geografia
L'isolotto si trova 7,1 km a nord-est di punta Rassoghe o Rassoche (rt Rashoe), la punta sud-orientale di Zuri,
5 km a sud-est di punta Sira (rt Sir), l'estremità sud-est di Smolan, e 4,3 km a sud-ovest di punta Rat (Rat), l'estremità sud-orientale di Zlarino. Dugoino ha una superficie di 0,11 km², uno sviluppo costiero di 1,5 km e un'altezza massima di 24 m 43°38′42″N 15°49′10″E.

### Isole adiacenti
- Zoccolo[15], Zoccol[5], Socol[7] o Zocol[6] (Sokol), scoglio situato 2,8 km a nord-ovest e 1,6 km[2] a ovest di Sorella Piccola; misura circa 200 m[2] di lunghezza, ha un'area di 0,018 km²[16], una costa lunga 535 m[16] ed è alto 11 m[2] 43°40′04″N 15°48′38″E.
- Sorella Piccola (Sestrica Mala), 1 M[2] a nord.
- Gorgo[17], Vertigliaco[13], Vertlaize[7] o Verdez grande[6] (Vrtljača o Vrkljača), scoglio 1,5 km[2] a nord-est; ha un'area di 8698 m²[16], una costa lunga 342 m[16] ed è alto 8 m[2] 43°39′30″N 15°49′38″E.
- Camicia[18], Caminac[13], Comicaz[7] o Verclez piccolo[5][6] (Kamičac), scoglio a nord-ovest, a circa 1,2 km[2]. Ha un'area di 2263 m²[16] e un'altezza di 3 m[2] 43°39′01″N 15°49′59″E.
- Comorisco (Komorica), piccolo isolotto situato a est, a circa 1,6 km[2].

### Cartografia
- (HR) Mappa topografica della Croazia 1:25000, su preglednik.arkod.hr. URL consultato il 27 ottobre 2017.
- G. Giani, Carta prospettiva delle Comuni censuarie della Dalmazia, foglio 6, 1839. Fondo Miscellanea cartografica catastale, Archivio di Stato di Trieste.
- Carta di cabottaggio del mare Adriatico, foglio VII, Milano, Istituto geografico militare, 1822-1824. URL consultato il 27 ottobre 2017 (archiviato dall'url originale il 13 aprile 2013).